# Retenue judiciaire
La retenue judiciaire (en anglais : judicial restraint) est une théorie juridique d'origine américaine qui encourage les juges constitutionnels à limiter l’exercice de leur propre pouvoir. Elle  s’oppose pour partie à la théorie dite du gouvernement des juges, elle soutient que les juges doivent hésiter à invalider une loi en pensant que la constitutionnalité ou non d’une loi peut très souvent être sujette à débat,. En décidant des questions de constitutionnalité des lois, les juges selon cette théorie doivent montrer beaucoup de respect envers les législateurs.

## Quelques grands partisans de la retenue judiciaire
L’ancien juge à la Cour suprême des États-Unis, Oliver Wendell Holmes Jr. est considéré comme un des premiers partisans de cette théorie qu’il défend dans nombre de ses livres. Felix Frankfurter, un démocrate nommé par Franklin Roosevelt, est considéré comme un modèle de « judicial restraint ».